# PicoBlaze
PicoBlaze est la désignation d'une série de trois processeurs softcore faits par Xilinx pour être utilisés sur leurs FPGA et CPLD (voir : circuit logique programmable). Ils sont basés sur une architecture RISC de 8 bits et peuvent atteindre une vitesse de 100 millions d'instructions par seconde sur la famille de FPGA Virtex 4. La licence des cœurs en permet une utilisation libre, mais seulement sur les appareils Xilinx. Des outils de développement sont fournis par le constructeur, mais des outils tiers sont disponibles, notamment chez Mediatronix. Il existe aussi une implémentation libre, indépendante du composant, disponible sous licence BSD sous le nom de PacoBlaze.

## Conception
La conception du PicoBlaze s'appelait à l'origine KCPSM (pour Constant(K) Coded Programmable State Machine, auparavant Ken Champan's PSM). Ken Chapman était le concepteur système de Xilinx qui avait inventé et conçu le microcontrôleur.
Quand on instancie un microcontrôleur PicoBlaze en VHDL, le nom du composant KCPSM respectif doit être utilisé. par exemple, pour un processeur PicoBlaze3:
```
component
 
kcpsm3
 
is

  
port
 
(

    
address
       
:
 
out
 
std_logic_vector
(
9
 
downto
 
0
);

    
instruction
   
:
 
in
 
std_logic_vector
(
17
 
downto
 
0
);

    
port_id
       
:
 
out
 
std_logic_vector
(
7
 
downto
 
0
);

    
write_strobe
  
:
 
out
 
std_logic
;

    
out_port
      
:
 
out
 
std_logic_vector
(
7
 
downto
 
0
);

    
read_strobe
   
:
 
out
 
std_logic
;

    
in_port
       
:
 
in
 
std_logic_vector
(
7
 
downto
 
0
);

    
interrupt
     
:
 
in
 
std_logic
;

    
interrupt_ack
 
:
 
out
 
std_logic
;

    
reset
         
:
 
in
 
std_logic
;

    
clk
           
:
 
in
 
std_logic

    
);

end
 
component
;

```

Et voici le schéma correspondant :

## Sources
- (en) Cet article est partiellement ou en totalité issu de l’article de Wikipédia en anglais intitulé « PicoBlaze » (voir la liste des auteurs).